# C.L. Müllers Memorial
C.L. Müllers Memorial är ett årligt svenskt travlopp som körs på Jägersro i Malmö. Loppet körs sista lördagen i oktober i samband med att Jägersro anordnar V75. Loppet körs över distansen 2640 meter med autostart. Det är ett Grupp 2-lopp, det vill säga ett lopp av näst högsta internationella klass.
Loppet har körts sedan 1927 till minne av den dansk-svenska byggmästaren Christian Lauritz Müller. De två första upplagorna vanns av San Walker, tränad och körd av Holger Fishmann.

## Framstående vinnare
Loppet brukar locka både svenska och utländska stjärnhästar. Flera världsstjärnor har vunnit loppet, exempelvis Maharajah (2010), Commander Crowe (2009, 2008), Giesolo de Lou (1999), Defi d'Aunou (1998), Callit (1988), Utah Bulwark (1987), Legolas (1983), Kentucky Fibber (1967) och Frances Bulwark (1953, 1952, 1951, 1950, 1949).
Flest antal segrar i loppet har Frances Bulwark med fem segrar i rad åren 1949–1953. Näst flest segrar har On Track Piraten med sina tre segrar (2013, 2014, 2016). On Track Piraten innehar även loppets löpningsrekord efter att 2016 ha segrat på tiden 1.11,7.

## Vinnare
| År   | Häst             | Kusk                 | Tränare              | Odds   | Tid    | Tvåa              | Trea              |
| ---- | ---------------- | -------------------- | -------------------- | ------ | ------ | ----------------- | ----------------- |
| 2024 | A Fair Day       | Oscar Ginman         | Elisabeth Almheden   | 2.09   | 1.13,2 | Staro Mack Crowe  | Indy Rock         |
| 2023 | Admiral As       | Örjan Kihlström      | Daniel Redén         | 1.47   | 1.12,5 | Unico Broline     | Kagan             |
| 2022 | Honey Mearas     | Örjan Kihlström      | Daniel Redén         | 3.91   | 1.13,0 | Unico Broline     | Oscar L.A.        |
| 2021 | Extreme          | Thomas Uhrberg       | Steen Juul           | 4.86   | 1.12,9 | Esprit Sisu       | Upstate Face      |
| 2020 | Cyber Lane       | Johan Untersteiner   | Johan Untersteiner   | 2.22   | 1.12,3 | Very Kronos       | Moni Viking       |
| 2019 | Velvet Gio       | Ulf Ohlsson          | Magnus Dahlén        | 41.34  | 1.12,3 | Angle of Attack   | Ringostarr Treb   |
| 2018 | Cyber Lane       | Johan Untersteiner   | Johan Untersteiner   | 1.18   | 1.12,6 | Carabinieri       | On Track Piraten  |
| 2017 | Dante Boko       | Adrian Kolgjini      | Lutfi Kolgjini       | 4.30   | 1.13,9 | VästerboontheNews | Zenit Brick       |
| 2016 | On Track Piraten | Johnny Takter        | Hans R. Strömberg    | 2.53   | 1.11,7 | Reckless          | Takethem          |
| 2015 | Delicious U.S.   | Örjan Kihlström      | Daniel Redén         | 2.65   | 1.12,1 | Global Money      | Obi Wan           |
| 2014 | On Track Piraten | Johnny Takter        | Hans R. Strömberg    | 3.07   | 1.13,1 | Nahar             | Claes Boko        |
| 2013 | On Track Piraten | Erik Adielsson       | Hans R. Strömberg    | 9.56   | 1.13,1 | Harry Haythrow    | Yarrah Boko       |
| 2012 | Quarcio du Chene | Björn Goop           | Björn Goop           | 1.71   | 1.14,2 | Caballion         | Spring Erom       |
| 2011 | Yellow Eden      | Jörgen Sjunnesson    | Stefan Hultman       | 16.08  | 1.13,4 | Torvald Palema    | Classic Grand Cru |
| 2010 | Maharajah        | Örjan Kihlström      | Stefan Hultman       | 2.43   | 1.13,3 | Local Conch       | Gidde T.H.        |
| 2009 | Commander Crowe  | Peter Ingves         | Petri Puro           | 1.28   | 1.13,7 | In Cap N'Gown     | Tinita Love       |
| 2008 | Commander Crowe  | Peter Ingves         | Petri Puro           | 2.44   | 1.14,0 | Giuseppe Bi       | L'Amiral Mauzun   |
| 2007 | Arras            | Stefan Söderkvist    | Lennart Olsson       | 2.40   | 1.15,5 | Skogans Joker     | Lass Drop         |
| 2006 | Garros           | Robert Bergh         | Robert Bergh         | 159.50 | 1.14,1 | Zoccer Wadd       | Triton Sund       |
| 2005 | Spring Ray       | Björn Goop           | Håkan Olofsson       | 1.33   | 1.15,4 | Don Giovanni      | Joyau d'Urbain    |
| 2004 | Insert Gede      | Erik Adielsson       | Hans Adielsson       | 1.13   | 1.14,0 | Papa Qui          | Zoccer Wadd       |
| 2003 | E.V.Cane         | Jorma Kontio         | Timo Nurmos          | 1.80   | 1.14,6 | Facts of Life     | Ferrytown         |
| 2002 | Tout Ou Rien     | Lutfi Kolgjini       | Lutfi Kolgjini       | 6.88   | 1.13,9 | Etain Royal       | Beijing Boy       |
| 2001 | Atom Tess        | Flemming Jensen      | Peter Rasmussen      | 4.64   | 1.15,5 | Com Hector        | Magnifik Sund     |
| 2000 | Fan Idole        | Richard W. Denechere | Richard W. Denechere | 1.67   | 1.14,5 | Axwill            | Com Hector        |
| 1999 | Giesolo de Lou   | Jean-Etienne Dubois  | Jean-Etienne Dubois  | 1.33   | 1.14,7 | Eagle Millpond    | Edu's Speedy      |
| 1998 | Defi d'Aunou     | Jean-Etienne Dubois  | Jean-Etienne Dubois  | 1.90   | 1.15,0 | Dream of Goal     | Edu's Speedy      |
| 1997 | Rival Damkaer    | Erik Adielsson       | Tommy Strandqvist    | 4.34   | 1.16,0 | Pride Farming     | Tres Solide L.    |
| 1996 | Lovely Godiva    | Per-Olof Pettersson  | Per-Olof Pettersson  | 4.68   | 1.14,7 | Pride Farming     | Rival Damkaer     |